# 猪崎かずみ
猪﨑 かずみ（いざき かずみ、1963年3月2日 - ）は、日本の元女子プロボクサー。鳥取県米子市出身。花形ボクシングジム所属。2児の母親で、最年長女子プロボクサーとしてギネスブック2011からの記録保持者でもあった。
岡山市議会議員の鬼木のぞみは実姉。元米子市議会議員の中川健作は継父。アイドルのChelipの藤井美音は姪。

## 来歴
鳥取県立米子南商業高等学校（現・鳥取県立米子南高等学校）時代は陸上選手（走り幅跳び）としてインターハイにも出場。卒業後はユニチカに入社して競技を続けるが、2年で退社してエアロビクスのインストラクターに転じる。
ボクシングと出合ったのは2人目を出産してインストラクターに復帰しようとした35歳の時。アマチュアで試合を重ねた後、2001年に八島有美の誘いを受けてプロに転向。

### JWBC
2001年10月10日に38歳でプロデビュー。
2003年3月14日に行われた日本フライ級王座挑戦者決定戦で、山口直子（山木ジム）と対戦。この試合はジャッジの採点が問題視されたことで知られている。ジャッジの1人は「59-58」という採点をし、1点差しかつけなかった。また残りの2人のジャッジは60-60という採点をし、ドローだとした。しかし試合自体は猪崎が試合を終始支配しており、対戦した山口も試合後に「負けていました」と証言している。ボクシングの専門誌では、この採点を「耳を疑うもの」だと書かれた。

#### 日本王座獲得
2004年9月18日、山口と再戦。日本女子ボクシング協会（JWBC）の認定する日本フライ級王座を獲得。
2005年3月13日、IFBA世界王座挑戦歴のある須賀寿江とノンタイトルを戦い勝利。
2006年6月10日、藤本りえに判定で敗れ王座から陥落したが、12月15日の再戦でTKO勝ちを収め奪回に成功した。

### JBC
日本ボクシングコミッション（JBC）により女子が公認されたことに伴い、2008年2月28日に行われた第1回女子プロテストを受験し、合格した。受験年齢制限は原則32歳だが、3月に45歳となる猪崎は日本王座獲得歴も考慮された。これにより男女通じて日本プロボクシング界最年長選手となった。
8月22日、後楽園ホールにてJBCデビューを果たし、上村里子を3-0判定で下した。

#### 幻の世界王座挑戦
2009年2月28日にWBC女子世界スーパーフライ級暫定王者のアナ・マリア・トーレス（メキシコ）との暫定王座戦が決まっていたが、韓国・聯合ニュースによれば正規王者の柳明玉（北朝鮮）が防衛戦欠場により王座を剥奪されたためにトーレスの昇格に伴い正規のタイトルマッチに変更となり、ジョージ・フォアマンの持つ最年長世界王座奪取記録（45歳9か月）の更新に期待がかかっていた。
ところが、2月9日になって年齢からくる健康管理面を問題視したWBCが医事委員会にかけ、その結論が間に合わないため試合の中止を発表し王者・トーレスの挑戦者もパウリナ・カルドナ（コロンビア）に変更となった（試合は王者のTKO勝利）。

#### 国内引退
11月30日、後楽園ホールでアマチュア世界選手権出場歴があり、後に国内最年長世界王者となる藤岡奈穂子と対戦。しかし、1年3か月のブランクが大きくのしかかり2R1:53レフェリーストップで猪崎のTKO負けとなった。この試合は「最高齢女子プロボクサー／2009年11月30日に東京で行なわれた試合。46歳と304日」としてギネス世界記録に認定された。なお、日本国内における男子を含めた試合出場記録としても横田広明を抜いて最年長となった（2016年12月に池山直に更新された）。
この試合後、猪崎はJBCからの引退勧告を受け、2010年1月19日に受け入れることを表明した。しかしジムでの練習は現在も続けており、22日のフジテレビの朝の情報番組「めざましテレビ」に電話出演した際、海外などJBC以外で格闘技活動を続ける可能性に含みを持たせたコメントを発している。

### タイへ
その後リハビリ生活を経て、2011年9月6日にタイで約1年9ヶ月ぶりの復帰戦を行うことが決まった。この試合はホンファー・トー・ブワマーッが持つABCO女子フライ級王座への挑戦であったが、10R判定で敗れる（この興行ではタマミ・トー・ブワマーッこと森本圭美も試合を行った）。
2012年6月23日、タイでの2戦目としてシンマナサック・スタジアムでプロイスワイ・ソー・ラティデーッを2回TKOで下しタイ初、そして約3年9ヶ月ぶりの勝利（この興行では石角悠起の試合も行われ、元世界王者高山勝成も来場した）。
2013年8月12日、アンレー・ワンソンチャイジムに判定負け。
2014年6月、前年にタイトル戦の承認がもらえなくなったことを理由に引退を決意。アマチュア時代を含め15年のボクシング生活に幕を下ろした。

## 戦績
- JWBC:14戦 7勝 5敗 2分
- JBC:2戦 1勝 1敗
- タイ:3戦 1勝 1KO 2敗

| 戦           | 日付           | 勝敗 | 時間      | 内容    | 対戦相手                         | 国籍 | 備考                             |
| ------------ | -------------- | ---- | --------- | ------- | -------------------------------- | ---- | -------------------------------- |
| 1            | 2001年10月10日 | ☆    | 4R        | 判定3-0 | ジプシー・タエコ(山木)           | 日本 | プロデビュー戦                   |
| 2            | 2002年2月3日   | ☆    | 1R終了    | TKO     | 小谷敦子(目白)                   | 日本 |                                  |
| 3            | 2002年4月29日  | ★    | 6R        | 判定0-3 | ミサコ山崎(岩井)                 | 日本 |                                  |
| 4            | 2002年9月7日   | ★    | 6R        | 判定0-2 | 山口直子(山木)                   | 日本 |                                  |
| 5            | 2003年3月14日  | △    | 6R        | 判定1-0 | 山口直子(山木)                   | 日本 | 日本フライ級王座次期挑戦者決定戦 |
| 6            | 2003年11月30日 | △    | 10R       | 判定1-1 | 八島有美(Fギャラクシー)          | 日本 | 日本フライ級タイトルマッチ       |
| 7            | 2004年9月18日  | ☆    | 8R 延長1R | 判定2-1 | 山口直子(山木)                   | 日本 | 日本フライ級タイトルマッチ       |
| 8            | 2005年3月13日  | ☆    | 8R        | 判定3-0 | 須賀寿江(鴨川)                   | 日本 | 日本フライ級タイトルマッチ       |
| 9            | 2006年6月10日  | ★    | 6R        | 判定0-2 | 藤本りえ(KAKINUMA)               | 日本 | 日本フライ級タイトルマッチ       |
| 10           | 2006年10月12日 | ★    | 6R        | 判定1-2 | 金善鎬                           | 韓国 |                                  |
| 11           | 2006年12月15日 | ☆    | 1R 1:58   | TKO     | 藤本りえ(KAKINUMA)               | 日本 | 日本フライ級タイトルマッチ       |
| 12           | 2007年4月15日  | ☆    | 4R        | TKO     | 李正美                           | 韓国 |                                  |
| 13           | 2007年6月24日  | ☆    | 8R        | 判定3-0 | 上村里子(フィオーレ)             | 日本 | 日本フライ級タイトルマッチ       |
| 14           | 2007年11月10日 | ★    | 8R        | 判定0-3 | ツナミ(山木)                     | 日本 |                                  |
| 15           | 2008年8月12日  | ☆    | 6R        | 判定3-0 | 上村里子(山木)                   | 日本 |                                  |
| 16           | 2009年11月30日 | ★    | 2R 1:55   | TKO     | 藤岡奈穂子(T&H)                  | 日本 |                                  |
| 17           | 2011年9月6日   | ★    | 10R       | 判定0-3 | ホンファー・トー・ブワマーッ     | タイ | ABCO女子フライ級タイトルマッチ   |
| 18           | 2012年6月23日  | ☆    | 2R        | TKO     | プロイスワイ・ソー・ラティデーッ | タイ |                                  |
| 19           | 2013年8月12日  | ★    | 6R        | 判定    | アンレー・ワンソンチャイジム     | タイ |                                  |
| テンプレート |                |      |           |         |                                  |      |                                  |